# Arachnodes fulgens
Arachnodes fulgens är en skalbaggsart som beskrevs av Künckel D'herculais 1887. Arachnodes fulgens ingår i släktet Arachnodes och familjen bladhorningar. Inga underarter finns listade.